# گربه‌ماهی ارتشی
گربه‌ماهی ارتشی (نام علمی: Glyptothorax silviae) یک گونه از گربه‌ماهی از سرده سینه‌خراش (Glyptothorax) است. این ماهیان علاوه بر اروندرود و رودخانه کارون و در حوضه رود دجله وخلیج فارس نیز پراکنش دارند.
گربه‌ماهی ارتشی ماهی کفزی، با رنگ خاکی و نخودی همراه با لکه‌های تیره بر روی بدن می‌باشد و دلیل نام آن هم به خاطر همین شباهت رنگ‌آمیزی گربه‌ماهی با لباس‌های فرم ارتشی می‌باشد. در قسمتهای میانی و فوقانی رودخانه‌های با ستر سنگلاخی و قلوه سنگی می‌توان گربه ماهی ارتشی را دید. رژیم غذایی این ماهی را حشرات آبزی مثل شیرونومیده و پلکسوپتراها تشکیل می‌دهند. میانگین طول کل آن‌ها حدود ۱۳۰ میلی‌متر است اما از رودخانه اروند و بخش‌های بالادست رودخانه کارون، نمونه‌های با طول کل ۳۰ سانتی‌متر هم گزارش شده‌است.